# Diogo Kisai
Diogo Kisai, também chamando de James Kisai ou Diogo Kisayemon, foi um santo e mártir Jesuíta. É um dos 26 Mártires do Japão.

## Vida e obras
Diogo teve educação budista e estudou no Mosteiro de Bonzos, mas casou-se com uma cristã convertida. João, o filho de ambos, ingressou no seminário da Companhia de Jesus. Ele próprio acabou por requerer o ingreso na Companhia de Jesus, na qual foi aceite como catequista e porteiro em Osaka. 
Foi detido enquanto catequizava juntamente com São Paulo Miki e São João de Soan de Gotó em cumprimento do Segundo Édito Persecutório de Taicosama. Podia ter-se salvado invocando que era catequista, mas, em vez disso, preferiu declarar-se como religioso para que a Companhia de Jesus o aceitasse a tomar votos. Tal aconteceu em Nagasaki antes de crucificado a 6 de Fevereiro de 1597.
Foi canonizado juntamente com São Paulo Miki e São João de Soan de Gotó a 8 de Junho de 1862.